# عمر عبد الواسع
عمر عبد الواسع نصر العجي (مواليد 6 نوفمبر 1993، لاعب كرة قدم قطري من يجيد اللعب في مركز الدفاع .
لعب سابقاً مع نادي الشمال ونادي معيذر .

## روابط خارجية
- عمر عبد الواسع على موقع Soccerway.com (الإنجليزية)